# Ichneumon mucronator
Ichneumon mucronator är en stekelart som beskrevs av Schiodte 1839. Ichneumon mucronator ingår i släktet Ichneumon och familjen brokparasitsteklar. Inga underarter finns listade i Catalogue of Life.